# Districtul Wang Chao
Wang Chao (în thailandeză วังเจ้า) este un district (Amphoe) din provincia Tak, Thailanda, cu o populație de 29.726 de locuitori și o suprafață de 328,9 km².

## Componență
Districtul este subdivizat în 3 subdistricte (tambon), care sunt subdivizate în 28 de sate (muban).
| Nr. | Nume         | În thailandeză | Sate | Locuitori |  |
| 1.  | Chiang Thong | เชียงทอง        | 14   | 16,762    |  |
| 2.  | Na Bot       | นาโบสถ์         | 9    | 9,167     |  |
| 3.  | Pradang      | ประดาง         | 5    | 3,797     |  |